# Pagsam Wangpo
Pagsam Wangpo (1593-1653) was een Tibetaans tulku. Hij was de vierde gyalwang drugpa, de belangrijkste geestelijk leiders van de drugpa kagyütraditie in het Tibetaans boeddhisme.